# Bryaxis pandellei muelleri
Bryaxis pandellei muelleri é uma subespécie de insetos coleópteros polífagos pertencente à família Staphylinidae.
A autoridade científica da subespécie é Franz, tendo sido descrita no ano de 1955.
Trata-se de uma subespécie presente no território português.